# Nectarinia preussi
Nectarinia preussi é uma espécie de ave da família Nectariniidae.
Pode ser encontrada nos seguintes países: Burundi, Camarões, República Centro-Africana, República Democrática do Congo, Guiné Equatorial, Quénia, Nigéria, Ruanda, Sudão e Uganda.